# Шервуд-О'Риган, Кира
Кера Шервуд-О’Риган — маори с Южного острова Новой Зеландии, активистка в области изменения климата и прав коренных народов, защитница прав инвалидов. На COP25 она сказала делегатам: «Перестаньте занимать место своими ложными решениями и уйдите с нашего пути». В 2023 году она вошла в число 100 женщин Би-би-си.

## Жизнь
Шервуд-О’Риган — маори из Южного острова Новой Зеландии. Она член иви Нгаи Таху, родилась примерно в 1993 году, у её семьи хорошие связи в Новой Зеландии. Её мать — Вив Гринвуд, а отец — куратор музея Тухура Отаго Джерард О’Риган. Её дедушка — академик сэр Типен О’Риган. В образование Шервуд-О’Реган входило изучение медицины, и одним из её интересов является здоравоохранение. Она член правления Ora Taiao — организации медицинских работников, выступающей за действия по смягчению последствий изменения климата.
На COP25 она выразила протест организации и средствам массовой информации, отметив, что коренные жители находились на сцене во время церемонии открытия, но затем их игнорировали или использовали в качестве «символов». По её словам, применялись специальные правила и игнорировались права человека. От имени Международного форума коренных народов по изменению климата она заявила: «Мы — эксперты по климату. Мы — кайтяки, хранители природы». Коренные народы не имеют официального представительства, поскольку официальные делегаты есть только у наций. На COP25 ей пообещали право голоса; она выступила на конференции намного позже того, как она должна была закончиться. Зашедшие в тупик обсуждения соглашений привели к тому, что многие спали под столами и пропускали рейсы. Она оплатила перелет из собственных сбережений. Шервуд-О’Риган привлекла внимание средств массовой информации, когда сказала делегатам, что Международный форум коренных народов по изменению климата хочет, чтобы они «перестали занимать место своими ложными решениями и ушли с нашего пути».
В 2020 году в Новой Зеландии прошли выборы. Британская газета The Guardian попросила О’Риган как «ведущего комментатора» вынести свой вердикт предыдущей администрации. Она поставила правительству Джасинды Ардерн оценку «C+», отметив, что они делали заявления, но не вносили изменения. Её понравилась Партия зелёных, которая амбициозно назвала свой Закон о нулевом выбросе углерода, но он оказался «тусклым».
Шервуд-О’Риган в 2023 году была включена в список 100 женщин Би-би-си в знак признания её работы в области изменения климата и прав коренных народов, а также в качестве защитницы прав инвалидов.